# 虫様筋
虫様筋は上肢、下肢にある筋肉の名称。

## 上肢
虫様筋（ちゅうようきん、Lumbricales muscle）は人間の上肢の筋肉で第2〜5指MP関節の屈曲、DIP関節、PIP関節の伸展を行う。
橈側の2筋は深指屈筋腱の橈側、尺側の2筋は深指屈筋腱に相対する面から起こり、それぞれ第2〜5基節骨底橈側面、指背腱膜で停止する。

## 下肢
虫様筋（ちゅうようきん、Lumbricales muscle）は人間の下肢の筋肉で第2〜5趾MP関節の屈曲、DIP関節、PIP関節の伸展を行う。
長趾屈筋の個々の腱の内側縁から起こり、第2〜5指の基節骨の内側縁へ行って、指背腱膜で停止する。